# أنتوني أوفرتون
أنتوني أوفرتون (بالإنجليزية: Anthony Overton)‏ هو مصرفي أمريكي، ولد في 21 مارس 1865 في الولايات المتحدة، وتوفي في 2 يوليو 1946.